# Альошинка
Альо́шинка (каз. Алешина) — село у складі Мендикаринського району Костанайської області Казахстану. Входить до складу Альошинського сільського округу.
Населення — 286 осіб (2021; 378 у 2009, 466 у 1999, 452 у 1989).